# Pasadena City College

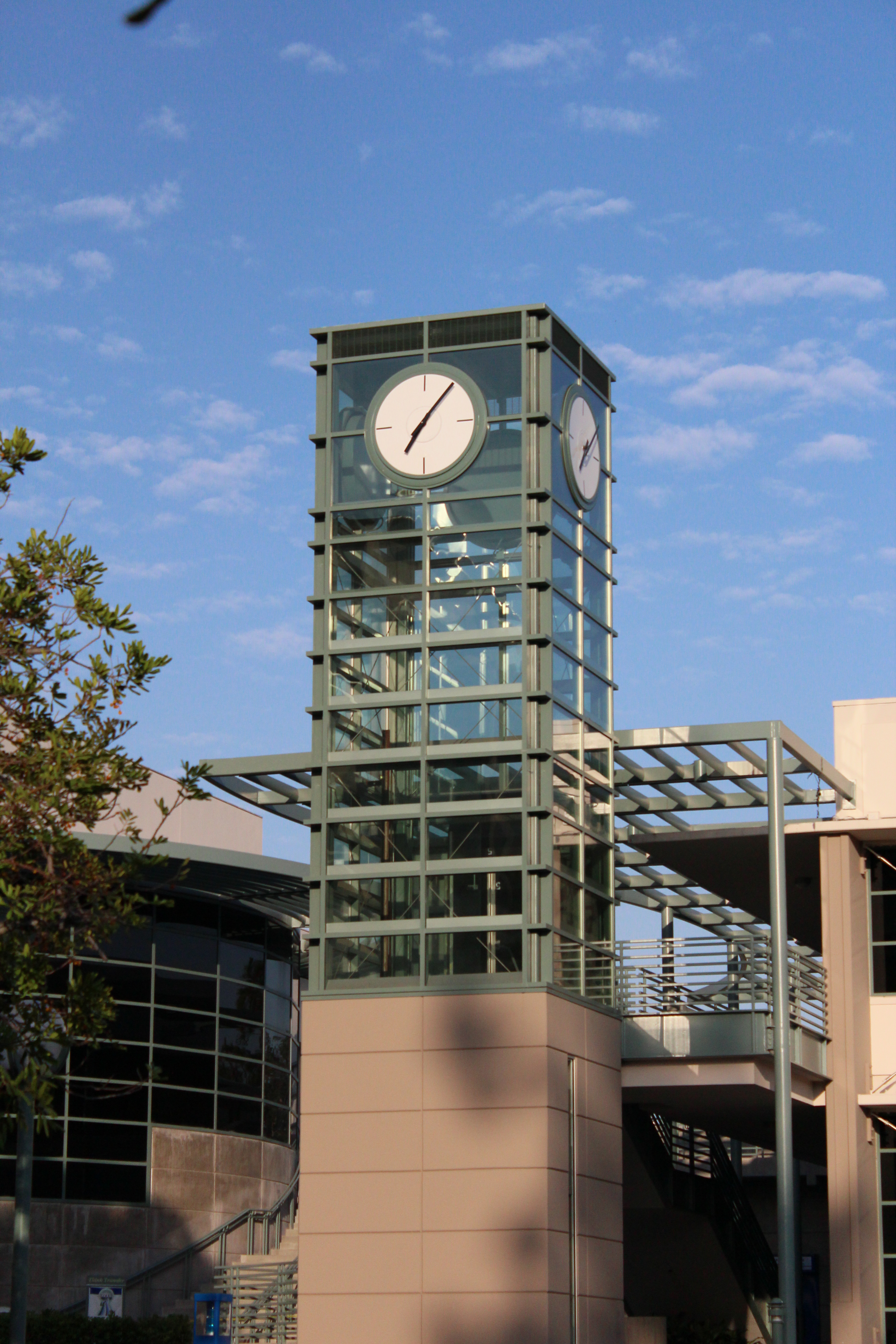
Tour de l'horloge du Pasadena City College

Le Pasadena City College à Pasadena est fondé en 1924 sous le nom de Pasadena Junior College. De 1928 à 1953, il fonctionne comme un collège junior de quatre ans, combinant les deux dernières années de lycée avec les deux premières années de collège.
En 1954, le Pasadena Junior College fusionne avec un autre collège junior, John Muir College, pour devenir Pasadena City College. En 1966, l’électorat a approuvé la création du Pasadena Area Junior College District. Le nom est ensuite changé en Pasadena Area Community College District. Le Pasadena City College est accrédité par la commission d'accréditation des collèges communautaires et juniors de la Western Association of Schools and Colleges, un organisme d'accréditation institutionnel reconnu par la Commission sur la reconnaissance de l'accréditation postsecondaire et le Département américain de l'éducation.
La bibliothèque Shatford descend de la bibliothèque originale du lycée Pasadena qui occupait à l'origine le campus. La bibliothèque de Shatford, d'une valeur de 16,5 millions de dollars, a ouvert le 7 septembre 1993 et contient 133 024 volumes dans la collection générale de livres, plus de 300 abonnements à des périodiques (plus plus de 2 000 titres dans des bases de données électroniques), 7 338 cassettes audio, 1 019 livres de poche, 661 CD et logiciels, 404 volumes dans la collection des services spéciaux et 1 186 vidéocassettes. Walter T. Shatford II, est l'avocat d'après lequel la bibliothèque est nommée en reconnaissance de ses quatre décennies de service au conseil d'administration de l'école et de ses dons. Il était également actif dans le mouvement des droits civiques.
En 2007, de nombreux services de l'école ont déménager en attendant la démolition des anciennes installations. Celles-ci comprenaient la librairie du collège, les affaires étudiantes, les étudiants associés, les services aux entreprises étudiantes, la police du campus et les bureaux du journal de l'école Le Courrier. Une cérémonie d'inauguration des travaux de construction du nouveau bâtiment industriel et technologique, du centre universitaire et de la librairie a eu lieu en octobre 2007. Le Campus Center and Bookstore a ouvert ses portes en août 2009. L'école est l'un des rares collèges communautaires à posséder son propre observatoire, son planétarium et son sismographe.

## Administration et gouvernance
Le collège est dirigé par un conseil d'administration de neuf membres. Sept membres sont élus (chacun représentant une section géographique du district du Pasadena Area Community College, qui comprend Pasadena, Altadena, La Caňada Flintridge, Sierra Madre, South Pasadena, Saint-Marin, Arcadia, Temple City, la partie ouest d'El Monte, la partie nord de Rosemead et la zone non constituée en société d'East Pasadena/East San Gabriel); l'un est un conseiller scolaire élu par le corps étudiant; et l'un est le président du collège en exercice, qui est également le surintendant du district. Mark W. Rocha (en), ancien président du  West Los Angeles College (en) a assumé le rôle de président / surintendant le 1er juillet 2010, lorsqu'il a été choisi pour remplacer Lisa Sugimoto. Sa présidence a été controversée et il a démissionné à l'été 2014,.
Les présidents / surintendants précédents incluent  Jack Scott de 1987 à 1995, James Kosler de 1995 à 2007 ; Paulette Perfumo, qui a occupé le poste d'août 2007 jusqu'à sa démission en 2009, et Lisa Sugimoto, qui a été présidente par intérim jusqu'à la fin de l'année universitaire 2009-2010.

## Démographie
Le corps estudiantin de l'école provient de tout le sud de la Californie, avec un grand pourcentage d'étudiants de l'extérieur des limites du Pasadena Area Community College District, qui a été créé en 1966. Le district comprend les villes de Pasadena, South Pasadena, Altadena, Saint-Marin, Temple City, La Cañada Flintridge, Arcadia, Sierra Madre et des parties de Rosemead et El Monte.
En 2012, il y avait plus de 27 324 étudiants, dont 43,2 % sont hispaniques, 26,8 %  asiatiques, 9 % caucasiens et 3,9 % afro américains.
Le collège propose plus de 140 programmes de formation permettant d'obtenir un associate degree.

## Activisme
Pendant son séjour à John Muir, Fred Phelps a été présenté dans le magazine Time pour avoir prêché contre « les péchés commis sur le campus ». Phelps est devenu plus tard le chef de l'église baptiste de Westboro.
Le 20 mars 2003, le jour où les États-Unis ont lancé la seconde guerre du Golfe, de nombreux étudiants dirigés par la Students for Social Justice, ont manifesté sur le campus contre la guerre. Les manifestants ont traversé le bâtiment administratif en demandant aux étudiants de se joindre à leur cause. Trois étudiants ont été arrêtés par la police du campus.Les étudiants et les professeurs ont organisé un rassemblement en soutien aux Six de Jena le 20 septembre 2007. Certains étudiants ont été battus et arrêtés lors de la manifestation pour les droits des immigrants de MacArthur Park le 1er mai 2007.
En 2012 et 2013, l'école s'est retrouvée mêlée à un conflit entre les étudiants, les professeurs et l'administration du campus,.
Au printemps 2013, dans un geste sans précédent, les étudiants associés ont censuré à l'unanimité l'administration et ont voté un vote de défiance envers le président de l'école, Mark W. Rocha, et ont appelé collectivement à son éviction immédiate,. Séparément, un vote parmi les membres du corps professoral à temps plein a exprimé un manque de confiance en Rocha par 92 % contre 8 %,. Le Sénat de la Faculté académique a également voté, 24-0, aucune confiance dans le président,.
Le conseil d'administration est resté ferme dans son soutien à Rocha, prolongeant son contrat d'un an et accordant une augmentation à Rocha. En 2014, cependant, la faculté a maintenu sa désapprobation de la performance du président du collège, comme l'a révélé l'évaluation à l'échelle de la faculté du président du PCC. Le climat négatif du campus a également été une préoccupation pour le personnel et les professeurs, ce qui a incité une assemblée publique à l'échelle du campus parrainée par le sénat de la faculté,. Rocha a été nommé l'un des leaders locaux moins que stellaires de la "dinde" ' Pasadena Weekly en 2013. Après une tentative infructueuse de trouver du travail ailleurs,, Rocha a annoncé sa retraite le 7 août 2014, mais est devenu plus tard le chancelier du San Francisco City College, où après moins de trois ans, il a été mis en congé en mars 2020, selon le San Francisco Examiner.
En 2014, le scénariste oscarisé Dustin Lance Black a été invité à prendre la parole, mais a ensuite été désinscrit par le conseil d'administration du PCC, Anthony Fellow, à la suite de la fuite de photos de Black dans la presse.Le collège a présenté des excuses et a ensuite renouvelé l'invitation.

## Personnalités notables

### Corps professoral
- Edward Feser (en), professeur de philosophie.
- Nicholas Martin, professeur agrégé du département de français, est deux fois médaillé d'or olympique avec les équipes hongroises de water-polo de 1952 et 1956
- Ben Sakoguchi (en) artiste et éducateur artistique

### Alumni
- Jennifer Batten
- Dustin Lance Black
- Nicholas Brendon
- Octavia E. Butler
- Kim Carnes
- Dennis Cooper
- Michael Cooper
- Clive Cussler
- James Deen
- Michael Dorn,
- Armie Hammer
- Jerome Harrison
- William Holden
- Michael Holton
- Pierre Koenig
- Jack Larson
- Kenny Loggins
- Charles Manson
- Bruce Merrifield
- Yura Movsisyan
- James Mtume
- Dennis Muren
- Porntip Nakhirunkanok
- Fred Phelps
- George Reeves
- Stan Ridgway
- Jackie Robinson
- David Lee Roth
- Betye Saar,
- John Singleton
- Sirhan Sirhan
- Madylin Sweeten
- Jerry Tarkanian
- Alex Van Halen
- Eddie Van Halen
- Matt Young